# Jens Mortier
Jens Mortier (16 februari 1968) is een Belgisch reclamemaker en copywriter. Jens Mortier is de zoon van journalist en mediafiguur Guy Mortier.
Mortier begon zijn carrière bij het reclamebureau Duval Guillaume. In 2004 richtte hij het reclamebureau de Mortierbrigade op samen met Philippe De Ceuster, Joost Berends en Dirk Debeys. Het bureau werd meermaals bekroond als beste reclamebureau van het jaar op het CCB Belgium.
De Mortierbrigade maakte onder meer reclamespots voor Music For Life, Humo, de Standaard, de Nationale Loterij, Mobistar, Deutsche Bank, Kia Motors en Radio 1.
In 2003 nam Mortier deel aan het eerste seizoen van de Slimste Mens ter Wereld. Tijdens zijn eerste deelname verloor hij de finale en moest hij bijgevolg de quiz verlaten. Jens Mortier was in 2009 een vaste gast in het het televisieprogramma Hartelijke groeten aan iedereen. Ook was hij in 2014 een centrale gast in een aflevering van De Ideale Wereld.